# Haplonyx
Haplonyx är ett släkte av skalbaggar. Haplonyx ingår i familjen vivlar.

## Dottertaxa tillHaplonyx, i alfabetisk ordning[1]
- Haplonyx albofasciatus
- Haplonyx alboguttatus
- Haplonyx albosparsus
- Haplonyx annularis
- Haplonyx anormis
- Haplonyx ater
- Haplonyx bidentatus
- Haplonyx brevirostris
- Haplonyx centralis
- Haplonyx cioniformis
- Haplonyx cionoides
- Haplonyx circularis
- Haplonyx donovani
- Haplonyx dotatus
- Haplonyx elongatus
- Haplonyx ericeus
- Haplonyx fallaciosus
- Haplonyx fascicularis
- Haplonyx fasciculata
- Haplonyx fasciculatus
- Haplonyx foveipennis
- Haplonyx frontalis
- Haplonyx haemorrhoidalis
- Haplonyx hopei
- Haplonyx insolitus
- Haplonyx kirbyi
- Haplonyx latus
- Haplonyx leucopholus
- Haplonyx longipilosus
- Haplonyx lucius
- Haplonyx macleayi
- Haplonyx magniceps
- Haplonyx maialis
- Haplonyx maleficus
- Haplonyx maximus
- Haplonyx mediochreatus
- Haplonyx mediocinctus
- Haplonyx melaspis
- Haplonyx modicus
- Haplonyx montanus
- Haplonyx mucidus
- Haplonyx multicolor
- Haplonyx myrrhatus
- Haplonyx nasutus
- Haplonyx nigrirostris
- Haplonyx nigrolineatus
- Haplonyx niveodispersus
- Haplonyx obliquatus
- Haplonyx occipitalis
- Haplonyx ornatipennis
- Haplonyx pectoralis
- Haplonyx porcatus
- Haplonyx posticalis
- Haplonyx pulvinatus
- Haplonyx punctipennis
- Haplonyx punctum
- Haplonyx rubiginosus
- Haplonyx rufobrunneus
- Haplonyx rufulus
- Haplonyx rusticola
- Haplonyx schonherri
- Haplonyx scolopax
- Haplonyx seminudus
- Haplonyx serratipennis
- Haplonyx sexvittatus
- Haplonyx sobrius
- Haplonyx sordidus
- Haplonyx spencei
- Haplonyx submaculatus
- Haplonyx suturalis
- Haplonyx suturellus
- Haplonyx tasmanicus
- Haplonyx tibialis
- Haplonyx tubicen
- Haplonyx turtur
- Haplonyx unidentatus
- Haplonyx uniformis
- Haplonyx ustipennis
- Haplonyx waterhousei
- Haplonyx venosus
- Haplonyx vestigialis
- Haplonyx vicinus